# Zagaza
Zagaza (bułg. Загаза) – schronisko turystyczne w Bułgarii, położone w paśmie górskim Piryn na wysokości 1390 m n.p.m. Nad prawym brzegiem rzeki Mostiszki.
Schronisko w 2010 roku było remontowane. Budynek jest 3-kondygnacyjny, posiadający 14 pokoi. Wyposażony w bieżącą wodę i prąd, dysponujący  łazienką, wannami, kuchnią, jadalnia, bufetem, altaną z pawilonem.

## Szlaki turystyczne
Od Jane Sandanskiego szlaki turystyczne prowadzą do szczytu Ałbutin, schronisk Sinanica i Jaworow oraz wsi Włachi.